# Oy Vaï

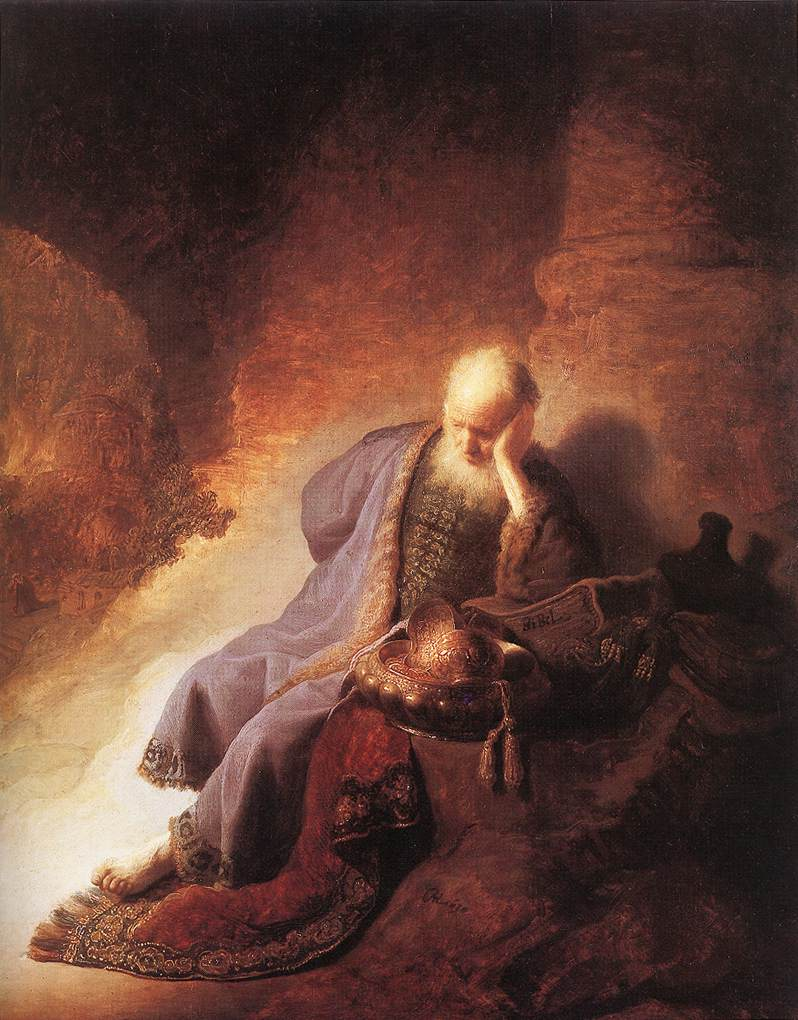
Elle est tombée, la couronne de notre tête; oy à nous, parce que nous avons péché ! (Lamentations 5:16)

Oy (hébreu/yiddish : אוי) est une interjection d’origine hébraïque, utilisée dans les sources juives classiques pour exprimer la souffrance, la compassion, la commisération ou le désarroi. Il acquiert un sens nettement plus large en yiddish, où il est utilisé pour formuler un éventail allant de la surprise à l’abattement en passant par l’irritation, l’ironie ou même la causticité. Il est souvent décliné sous des formes plus élaborées comme oy v'avoï (hébreu : אוי ואבוי « Ah ! Hélas ! »), oy vaï/oy vey (yiddish : אױ װײ « Ô malheur ! ») ou oy vaï iz mir (yiddish : אױ װײ איז מיר  « Oy, quel malheur que le mien ! »).

## Étymologie
Oy se retrouve à plusieurs reprises dans la Bible hébraïque, notamment en Nombres 21:29 et 24:23, 1 Samuel 4:7-8, et Lamentations 5:16 pour exprimer le malheur, en Ezéchiel 16:23 où il est redoublé et en Proverbes 23:29 où il est associé à avoï et est traduit par vaï (וי) en judéo-araméen.
Oy et vaï apparaissent abondamment dans la littérature rabbinique et le Midrash, donnant notamment lieu à des locutions diverses comme Oy laoznaïm shèkakh shom'ot (« Malheur aux oreilles qui entendent cela » - Midrash Tehillim, chapitre 17) ou à des exégèses non-littérales: 

« Ne lis pas vayehi ("ce fut") mais vaï hi ("Malheur ! Lamentation !") » ou « vay yehi ("que le malheur soit") »

 De même, un rabbin tire d’Exode 31:17 que l’on reçoit à chabbat un surcroît d’esprit car shavat vayinafash - « il a mis fin [à l’œuvre de la création] et s’est reposé » - est relu keivan sheshavat, vaï avda nafesh - « du fait qu’il [le jour du chabbat] a pris fin, hélas !, l’esprit s’en est allé »).
Selon certains, oy vaï serait la combinaison du terme hébraïque et de son pendant araméen. Il est cependant plus généralement admis qu’oy vaï ou, plus exactement, oy veï dérive d’une locution allemande apparentée oh weh ou au weh. Cette expression, couramment utilisée en Bavière, en Autriche et en Alsace dans des situations similaires, combine le terme germanique au! signifiant « aïe » ou « oh » avec le mot allemand weh (douleur), cousin du woe anglais et du wee néerlandais,.

## Emploi
Oy est, en hébreu, un soupir plaintif. Les juifs ashkénazes et certaines congrégations séfarades ont ainsi pour coutume, lors du jeûne du 9 av, de lire le Livre des Lamentations en marquant une pause le temps d’un oy entre chaque verset et entre chaque chapitre.
En yiddish, oy est le plus souvent une exclamation, un kvitch (couinement) destiné à attirer l’attention d’autrui sur le ou les motifs qui ont poussé à le pousser. Le répertoire d’émotions qu’il permet de véhiculer est si étendu qu’« Oy n’est pas un mot mais, à lui seul, un dictionnaire » ou « une vision du monde ».
L’emploi le plus répandu du oy demeure le kvetch (plainte), « Oy, que je souffre ! », avec diverses emphases comme les formes longues oy vaï et oy vaï iz mir. Il peut également signifier, entre autres, le découragement (« Oy, que vais-je faire ? »), l’inquiétude ou l’irritation liées à l’incertitude (« Oy ! Que vais-je faire ? »), l’indignation, la surprise (« Oy, comment n’y avais-je pas pensé ?! »), l’ironie (« Oy, comment n’y aviez-vous pas pensé ?! »), la satisfaction (« Oy, une bonne chose de faite ! »), le plaisir (Oy Hanikke) voire la jouissance sexuelle.
Allongé (O-oooy), il exprime, selon le contexte et l’intonation, la tristesse, le sentiment d’impuissance et l’épuisement moral ou le soulagement. En tandem (oy-oy) ou en trio (le « classique » oy-oy-oy), il peut renforcer l’effet de l’oy isolé ou traduire le sarcasme ; le jeu sur les sonorités d’oy-oy-oy et de son faux-frère ay-ay-ay (qui a généralement la signification exactement opposée) a par ailleurs donné lieu à diverses expressions du type « Avoir de l’argent, ce n’est pas toujours ay-ay-ay mais ne pas en avoir, c’est toujours oy-oy-oy ».
Oy se retrouve parfois accolé à des expressions de souci, de peur ou d’imploration (respectivement Tate, « papa ! », Mamme « maman ! » et Gott, « mon Dieu ! »), au gevalt poussé notamment lors de frayeurs soudaines, ou à a brokh, un juron — dans tous ces cas, il embellit ou renforce la tonalité originelle. Les Juifs de Roumanie  « traduisent » oy vey iz mir dans le vernaculaire local, [Oy] Vay de mine, avec le même sens.  

En espéranto, langue internationale construite initiée par Louis-Lazare Zamenhof, yiddishophone, on retrouve cette interjection sous la forme Ho ve!, qui signifie « hélas ! ».

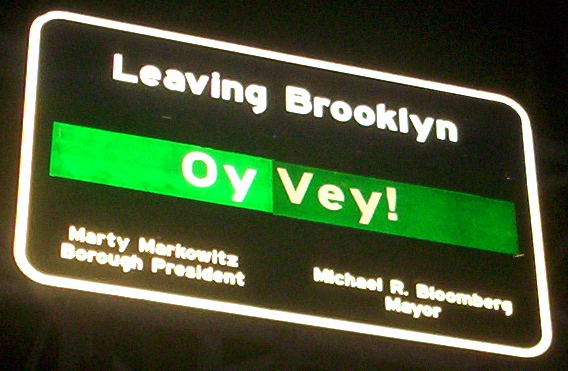
Panneau à la sortie de Brooklyn

## Oydans la culture juive et populaire
Terme ubiquitaire de la culture yiddish, oy pénètre sans difficulté dans les langues vernaculaires des pays où les Juifs yiddishophones trouvent accueil.
En Israël, où la guerre des langues entre hébreu et yiddish s’est conclue à la faveur du premier, oy se retrouve surtout dans les proverbes hébraïques tirés des sources classiques comme Oy li miyotsri vèoy li miyitsri (« Malheur à moi du fait de mon Créateur, malheur à moi du fait de mon instinct naturel » - Talmud de Babylone, Berakhot 61a), Oy li im ani omer, oy li im ani lo omer (« Malheur à moi si je parle, malheur à moi si je ne parle pas » - Talmud de Babylone, Baba Batra 89b). Devenus part intégrante du patrimoine culturel israélien, ils n’en ont pas pour autant intégré l’hébreu parlé, à la différence d’oy văvoï. Celui-ci demeure cependant fortement influencé par le yiddish, de sorte qu’Oy vaï et Oy veï s’entendent dans les rues de Jérusalem ou Tel-Aviv,
Aux États-Unis, l’importance du contingent juif originaire du Yiddishland au sein de la population générale est telle qu’en certains lieux, comme New York, de nombreux yiddishismes intègrent le parler local (encore que ces emprunts tendent à disparaître à mesure des changements de population). Oy, que l’on fait souvent rimer avec Joy (« la joie »),, devient un vocable courant même en anglais et une marque de fabrique de la communauté juive ashkénaze, au point de figurer sur le panneau de sortie de Brooklyn ; imaginé par Marty Markowitz, président du borough de Brooklyn et lui-même Juif, il a fait parler de lui jusqu’à Kansas City.